# Yuri Shargin
Yuri Georgiyevich Shargin (em russo:  Юрий Георгиевич Шаргин; transliteração: Jurij Georgievič Šargin) (Engels, 20 de março de 1960) é um ex-cosmonauta e coronel da Força Aérea russa, formado pela Academia de Engenharia Militar para Astronáutica e Aeronáutica, localizada em Leningrado.
Selecionado como cosmonauta pela Agência Espacial Russa em fevereiro de 1996,  foi ao espaço em outubro de 2004, como engenheiro de voo da missão Soyuz TMA-5 à Estação Espacial Internacional, sendo o primeiro militar da Rússia no espaço. (os cosmonautas pioneiros do programa espacial soviético eram todos militares de cidadania soviética, independente do local da União Soviética de onde proviessem).